# Eucalyptolyma erratica
Eucalyptolyma erratica är en insektsart som beskrevs av Walter Wilson Froggatt 1901. Eucalyptolyma erratica ingår i släktet Eucalyptolyma och familjen rundbladloppor. Inga underarter finns listade i Catalogue of Life.